# Lucie Bertaud
Lucie Bertaud (Thouars, Poitou-Charentes; 3 de marzo de 1985) es una artista marcial mixta y boxeadora amateur francesa.

## Primeros años
Creció en una pequeña ciudad de la región de Maine y Loira. Entró por primera vez en un gimnasio de boxeo con su madre, Chantal Bertaud. Su primer entrenador la inició en las artes marciales. Integrando muy rápidamente el bagaje técnico, el entrenador ve en ella un potencial, la inscribirá así para su primer combate en diciembre de 2001. Este último concluye por un lanzamiento de la esponja de su adversario.
Al final de su cuarto año de boxeo, la joven deja su club de origen para intentar una carrera en París.

## Carrera como boxeadora
Con su entrenador Saïd Bennajem, los comienzos son difíciles ya que pierde en diciembre de 2004 contra la experimentada Lorna Weaver en la categoría de menos de 57 kg. Sin embargo, desde esa fecha permanece invicta en Francia. Ese mismo año, es seleccionada por el comité de boxeo femenino para los campeonatos de Francia. Ganó el título de la temporada 2004-2005 (-57 kg) tomándose la revancha (ganada por RSCO) contra Weaver.
Al año siguiente, el director técnico nacional Dominique Nato, la detecta e integra en el polo de Deportistas de Alto Nivel del INSEP, en la óptica de una preparación para los Juegos Olímpicos de 2008, que debían abrirse al boxeo femenino. Lucie era la única boxeadora que entrenaba con el equipo de élite masculino de aficionados. Se prepara para obtener un diploma de enseñanza superior en Gestión Deportiva. En los años siguientes, gana el título nacional en una nueva categoría (-60 kg) contra Cindy Orain (campeona del mundo de full contact en la misma época), de Nantes, durante dos años consecutivos.
Tras obtener un tercer título de campeona de Francia, abandona el INSEP en junio de 2007. A continuación, prosigue sus estudios y su formación en Aubervilliers, en su club de origen. El año 2007 es una excelente cosecha ya que, la campeona conquista su primer título europeo en una categoría de peso superior (-63 kg) contra la subcampeona del mundo Klara Svensson, en Vejle en Dinamarca. Esta actuación le permite ser la número 2 de la clasificación mundial. Unos meses más tarde gana el título nacional en la misma categoría. En marzo de 2008, se reúne con miembros de la Fundación Lagardère, que le proponen incorporarse a Sciences Po para el nuevo programa creado para deportistas de alto nivel.
En noviembre de 2008, compitió en los campeonatos del mundo de Ningbo, pero desafortunadamente perdió en la primera ronda. En enero de 2009, decidió colgar los guantes debido a una agenda sobrecargada. En marzo de 2010, ganó un nuevo título de campeona de Francia contra Cindy Orain en la categoría de 60 kg. En febrero de 2012, tras no clasificarse para los Juegos Olímpicos, puso fin a su carrera.

## Carrera como artista marcial mixta
Lucie Bertaud se proclamó campeona de Francia de combate sambo en marzo de 2015 en Claye-Souilly.
Seleccionada por la CFMMA para representar a Francia en los Campeonatos del Mundo de la Federación Internacional de Artes Marciales Mixtas (IMMAF) llevado a cabo en las Las Vegas en julio de 2015, Lucie Bertaud se llevó la medalla de plata.
Lucie firma en septiembre de 2018 con el American Top Team en Florida un contrato de luchadora profesional. Fortalecida por su experiencia, regresa a Francia, en un momento en que las MMA están a punto de ser legalizadas. Firma su primer gran contrato con Bellator MMA, y se ofrece una victoria histórica al convertirse en la primera mujer en luchar en Bercy en MMA en Bellator 248.
Unas semanas más tarde, su libro MMA le rêve américain se publica en todos los países francófonos. En él, explica su viaje a Estados Unidos y su búsqueda de sentido, que la llevó a perderse para finalmente encontrarse a sí misma.
El 29 de octubre de 2021, tras un año de ausencia debido a su participación en el espectáculo de Koh Lanta, participó en la segunda edición de Hexagone MMA. Perdió por TKO ante Karla Benítez en el tercer asalto, para sorpresa de todos, después de haber dominado todo el combate.
Bertaud regresó a Bellator contra Katarzyna Sadura el 6 de mayo de 2022 en Bellator 280. Ganó el combate por decisión unánime.

## Carrera profesional
En el canal luxemburgués Kombat Sport, Lucie se convirtió en la primera mujer comentarista de boxeo y MMA de lucha masculina. También es presentadora y codirectora del programa Face à face y Road to fight. Cuando el canal cerró, Lucie decidió trasladarse al extranjero y abrazar de nuevo una carrera como luchadora profesional de MMA, el tiempo de luto de su "trabajo soñado". Un año después, de vuelta en Francia, Lucie volvió a empezar como luchadora profesional, entrenadora, conferenciante y periodista independiente. Sin embargo, la pandemia afectó a todas sus actividades. Cuando regresó de los 3 confinamientos y de su aventura en Koh Lanta, Lucie fue contratada como periodista freelance por L'Equipe TV, RMC Sport y WATAA (canal africano) para comentar los combates de MMA. Paralelamente, retomó los combates y las conferencias, en las que hablaba de la capacidad de recuperarse del fracaso.

## Récord en artes marciales mixtas
| Resultado | Récord | Oponente         | Método             | Evento                   | Fecha                   | Ronda | Tiempo | Localización    |
| --------- | ------ | ---------------- | ------------------ | ------------------------ | ----------------------- | ----- | ------ | --------------- |
| Victoria  | 4–3    | Katarzyna Sadura | Decisión (unánime) | Bellator 280             | 6 de mayo de 2022       | 3     | 5:00   | París           |
| Derrota   | 3–3    | Karla Benitez    | TKO (puñetazos)    | Hexagone MMA 2           | 30 de octubre de 2021   | 3     | 3:18   | París           |
| Victoria  | 3–2    | Maguy Berchel    | Decisión (unánime) | Bellator 248             | 10 de octubre de 2020   | 3     | 5:00   | París           |
| Victoria  | 2–2    | Kelig Pinson     | Decisión (unánime) | UAE Warriors 9           | 29 de noviembre de 2019 | 3     | 5:00   | Abu Dabi        |
| Derrota   | 1–2    | Jessica Borga    | TKO (puñetazos)    | Titan FC 54              | 26 de abril de 2019     | 1     | 3:36   | Fort Lauderdale |
| Derrota   | 1–1    | Diana Felipe     | Sumisión (armbar)  | Integra FC 9             | 5 de mayo de 2018       | 1     | 4:43   | Wittlich        |
| Victoria  | 1–0    | Morgana Manfredi | Decisión (unánime) | Knock Out Championship 9 | 2 de abril de 2018      | 3     | 5:00   | Coñac           |